# Ethylenglycoldimethylether
Ethylenglycoldimethylether, auch als 1,2-Dimethoxyethan, DME, EGDME, Glyme, Monoglyme oder Dimethylglycol (selten Dimethyl-cellosolve)  bezeichnet, ist eine farblose, klare, mit Wasser vollständig mischbare Flüssigkeit, die als aprotisches Lösungsmittel Verwendung findet. Sie wird oft als hochsiedender Ersatz für Diethylether oder THF verwendet, etwa in der Organometallchemie (Grignard-Reaktionen) und für palladiumkatalysierte Reaktionen (Suzuki-, Stille-Kupplung).

## Darstellung und Gewinnung
Die industrielle Herstellung von Ethylenglycoldimethylether erfolgt durch die Umsetzung von Ethylenoxid mit Dimethylether.

## Eigenschaften

### Physikalische Eigenschaften
Ethylenglycoldimethylether ist eine etherartig riechende, farblose Flüssigkeit, die unter Normaldruck bei 84 °C siedet. Die Dampfdruckfunktion ergibt sich nach Antoine entsprechend log10(P) = A−(B/(T+C)) (P in bar, T in K) mit A = 3,83775, B = 1260,52 und C = −37,322 im Temperaturbereich von 225 bis 366 K.
| Eigenschaft               | Typ                | Wert [Einheit]                                   | Bemerkungen                |
| ------------------------- | ------------------ | ------------------------------------------------ | -------------------------- |
| Standardbildungsenthalpie | ΔfH0liquid ΔfH0gas | −379,56 kJ·mol−1 −342,8 kJ·mol−1                 | als Flüssigkeit als Gas    |
| Verbrennungsenthalpie     | ΔcH0liquid         | −2623,6 kJ·mol−1                                 | als Flüssigkeit            |
| Wärmekapazität            | cp                 | 193,3 J·mol−1·K−1 (25 °C) 2,14 J·g−1·K−1 (25 °C) | als Flüssigkeit            |
| Kritische Temperatur      | Tc                 | 537 K                                            |                            |
| Kritischer Druck          | pc                 | 39,6 bar                                         |                            |
| Kritisches Volumen        | Vc                 | 0,271 mol−1                                      |                            |
| Kritische Dichte          | ρc                 | 2,25 mol·l−1                                     |                            |
| Verdampfungsenthalpie     | ΔVH                | 32,42 kJ·mol−1                                   | beim Normaldrucksiedepunkt |

### Chemische Eigenschaften
Die Verbindung kann beim Stehen an der Luft unter Lichteinwirkung explosive Peroxide bilden.

### Sicherheitstechnische Kenngrößen
Ethylenglycoldimethylether bildet leicht entzündliche Dampf-Luft-Gemische. Die Verbindung hat einen Flammpunkt bei −2 °C. Der Explosionsbereich liegt zwischen 1,6 Vol.‑% (60 g·m−3) als untere Explosionsgrenze (UEG) und 10,4 Vol.‑% (390 g·m−3) als obere Explosionsgrenze (OEG). Die Grenzspaltweite wurde mit 0,73 mm bestimmt. Es resultiert damit eine Zuordnung in die Explosionsgruppe IIB. Die Zündtemperatur beträgt 195 °C. Der Stoff fällt somit in die Temperaturklasse T4.

## Verwendung
DME ist ein hervorragendes Lösungsmittel, das sowohl mit Wasser, als auch mit vielen organischen Verbindungen nahezu unbegrenzt mischbar ist. Damit ist es zum Beispiel möglich, organische Verbindungen mit Salzen umzusetzen. Auch für Oligo- und Polysaccharide kann es verwendet werden.
DME wird beispielsweise als Bestandteil des Elektrolyts von Lithium-Mangandioxid-Zellen verwendet.

## Sicherheitshinweise
1,2-Dimethoxyethan wirkt gesundheitsschädlich beim Einatmen und kann in höheren Konzentrationen zur Narkose führen. Es kann auch die Fortpflanzungsfähigkeit und das Kind im Mutterleib schädigen. Alkoholgenuss der Mutter potenziert die fruchtschädigende Wirkung.